# Фолк метал
Фолк метал је фузија хеви металa и изворне народне музике која се развила у Европи током 1990-их. Одликује се широко распрострањеном употребом народних инструмената и, у мањој мери, традиционалном певању (на пример, холандски Heidevolk, дански Sylvatica и шпански Stone of Erech). Такође, понекад има употребу мекше инструментације, под утицајем фолк рока.
Најранији фолк метал бенд је Skyclad из Енглеске. Њихов деби албум Wayward Sons of Mother Earth је објављен 1990. Тек од 1994. и 1995. су почели да се јављају и други рани творци жанра из различитих региона Европе, као и у Израелу. Међу овим првим групама, ирски бенд  и немачки бенд  сваку предводили друге регионалне правце који су током времена постали познати као келтски метал и средњовековни метал. Упркос својим доприносима, фолк метал је остао слабо познат са неколико представника током 1990-их година. Тек од раних 2000-их, када је жанр експлодирао, нарочито у Финској са успесима група, као Finntroll, Ensiferum, Korpiklaani, Turisas и Moonsorrow.
Музика фолк метала одликује разноврсношћу бендова који имају различите стилове и у хеви металу и у фолк музици. Велики број различитих народних инструмената који се користе у жанру са многим бендовима самим тим карактеришу шест или више чланова у својим поставама. Неколико бендова су такође познати да се ослоњају на клавијатуре да би симулирали звук народних инструмената. Стихови жанра се обично баве фантастиком, митологијом, паганизмом, историјом и природом.